# Viguieranthus perrieri
Viguieranthus perrieri är en ärtväxtart som först beskrevs av René Viguier, och fick sitt nu gällande namn av Villiers. Viguieranthus perrieri ingår i släktet Viguieranthus och familjen ärtväxter.

## Underarter
Arten delas in i följande underarter:
- V. p. astipitatus
- V. p. perrieri